# Ophioscolex glacialis
Ophioscolex glacialis is een slangster uit de familie Ophiomyxidae.
De wetenschappelijke naam van de soort werd in 1842 gepubliceerd door Johannes Peter Müller & Franz Hermann Troschel.